# Аушрине Армонайте
Аушрине Армонайте (на литовски: Aušrinė Armonaitė) е литовска политичка, съоснователка и председателка на Партия на свободата (от 2019 г.). Била е заместник-председателка на Движението на либералите (2017 – 2018), депутатка в Сейма на Латвия (2016 – 2020). От 11 декември 2020 г. е министър на икономиката и иновациите на Литва в правителството на Ингрида Шимоните.

## Биография
Родена е на 26 май 1989 г. в град Вилнюс, Литовска ССР, СССР. През 2008 г. завършва гимназия „Миколас Биржишка“. През 2010 г. е избрана за председател на младежката структура на Литовската либерална младеж.
През 2012 г. завършва бакалавърска степен по политически науки в Института по международни отношения и политически науки във Вилнюския университет, а през 2014 г. завършва магистърска степен по анализ на обществената политика в същия университет.

## Политическа дейност
През 2013 г. е наета като анализатор в търговската камара Литовската бизнес конфедерация (ICC), която напуска през 2015 г. На местните избори през 2015 г. е избрана за общински съветник във Вилнюс от листата на Движението на либералите. През 2016 г. е избрана за депутат и се отказва да е общинска съветничка.
На парламентарните избори в Литва през 2016 г. е избрана за депутат в Сейма на Литва от листата на Движението на либералите. Назначена е за заместник-председател на комисията по европейските въпроси, като също служи в комисията по външните работи. През 2017 г. е избрана за заместник-председател на Либералното движение.
През 2018 г. напуска Движението на либералите и става независим депутат в Сейма. По-късно тя става съоснователка на новосформираната социално-либерална и прогресивна „Партия на свободата“ и е избрана за неин председател. Въпреки че се присъединява към Партията на свободата, тя остава да е независим депутат в Сейма на Литва.
На парламентарните избори в Литва през 2020 г. се кандидатира в новосъздадения избирателен район на литовците в чужбина, който предоставя парламентарно представителство на литовци, живеещи извън страната. След като получи множество гласове на първия тур на изборите е преизбрана в парламента на втория тур, като получава 53,15% от гласовете. Ръководената от нея „Партия на свободата“ получава 11 места в Сейма, и сформира коалиция заедно с Движението на либералите и Съюза за отечеството.